# Louisville Cardinals
Louisville Cardinals – nazwa drużyn sportowych University of Louisville, biorących udział w akademickich rozgrywkach w Atlantic Coast Conference, organizowanych przez National Collegiate Athletic Association.

## Sekcje sportowe uczelni
| Mężczyźni - baseball - bieg przełajowy - futbol amerykański - golf - koszykówka (3): 1980, 1986, 2013 - lekkoatletyka - piłka nożna - pływanie - tenis | Kobiety - bieg przełajowy - golf - hokej na trawie - koszykówka - lacrosse - lekkoatletyka - piłka nożna - siatkówka (artykuł) - pływanie - softball - tenis - wioślarstwo |

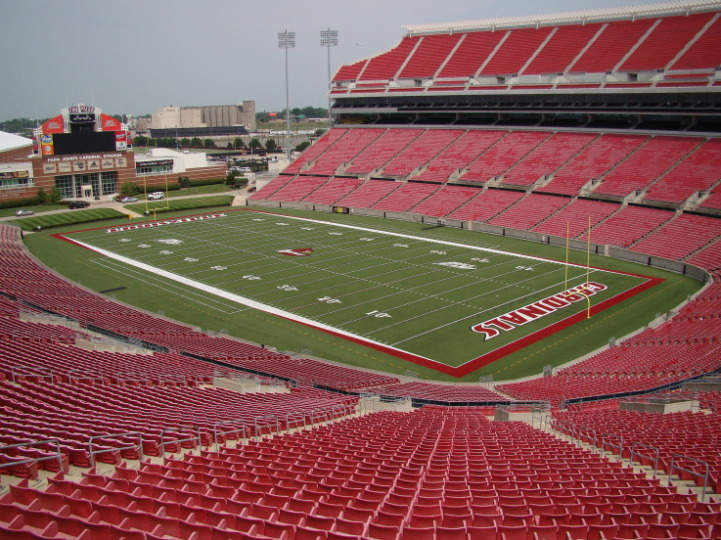
L&N Federal Credit Union Stadium.

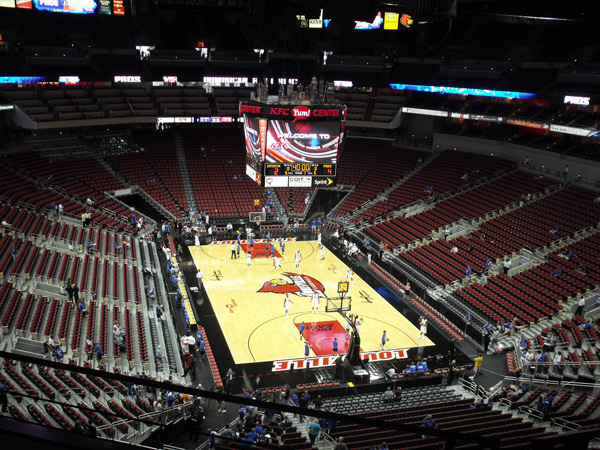
KFC Yum! Center.

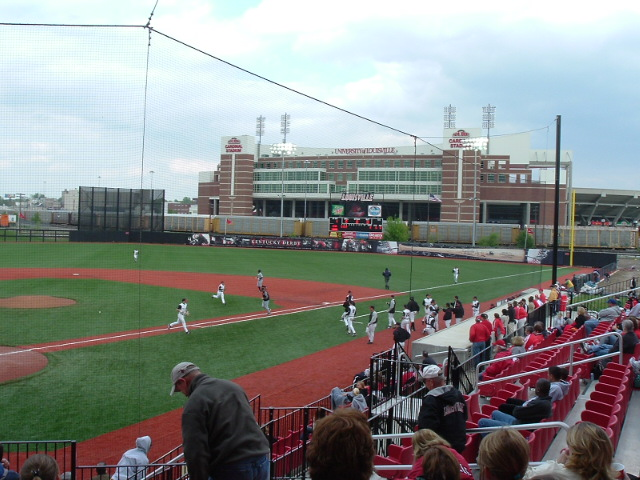
Jim Patterson Stadium.

W nawiasie podano liczbę tytułów mistrzowskich NCAA (stan na 1 lipca 2015)

## Obiekty sportowe
- L&N Federal Credit Union Stadium – stadion futbolowy o pojemności 60 800 miejsc[3]
- KFC Yum! Center – hala sportowa o pojemności 22 000 miejsc, w której odbywają się mecze koszykówki i siatkówki[4]
- Lynn Stadium – stadion o pojemności 5300 miejsc, na którym rozgrywane są mecze piłkarskie[5]
- Jim Patterson Stadium – stadion baseballowy o pojemności 4000 miejsc[6]
- Cardinal Soccer and Track Stadium – stadion lekkoatletyczny o pojemności 2200 miejsc[7]
- Bass-Rudd Tennis Center – korty tenisowe[8]
- Ralph Wright Natatorium – hala sportowa z pływalnią[9]
- UofL Lacrosse Stadium – stadion o pojemności 1050 miejsc, na którym rozgrywane są mecze lacrosse[10]
- Ulmer Stadium – stadion softballowy o pojemności 2200 miejsc[11]
- Marshall Center – boisko do hokeja na trawie z trybuną o pojemności 2500 miejsc[12]